# Niels Fredrik Dahl
Niels Fredrik Dahl, född 11 maj 1957, är en norsk författare och dramatiker.
Romanerna På vei til en venn och I fjor sommer har mottagits väl av både läsare och kritiker, och har översatts till svenska, danska, tyska, nederländska och estniska. På vei til en venn belönades med Bragepriset 2002. Dahl har också skrivit manus till flera TV-serier, till exempel Hotel Cæsar och Soria Moria. Han är gift med Linn Ullmann.

## Priser och utmärkelser
- 1997 – Tidenpriset
- 2002 – Bragepriset för På vei til en venn
- 2002 – Ibsenprisen för Som torden
- 2024 – Nordiska rådets litteraturpris för Fars rygg

### Pjäser
- 19?? – Vanlig rødvin
- 1986 – En banal historie (radioteater)
- 1990 – Nakenbaderne (radioteater)
- 2000 – Som torden
- 2006 – Henrik og Emilie

### Översättning
- 1991 – Federico Garcia Lorca: Dikter i New York